# グレートソードマン
グレートソードマン (Great Swordsman) は1984年にタイトーからリリースされたアーケードゲーム。開発は世田企画（後のセタ）。ジャンルはスポーツゲームである。

## ルール
2方向レバーでプレイヤーの前進と後退を行い、3つのボタンで上攻撃、中攻撃、下攻撃を行う。設定された本数を先取して相手に勝利することで次のステージに進める。フェンシングステージのみ、最終的に同点だった場合でも次のステージに進める。全15ステージでループする。2人プレイ時は交代で対CPU戦を行うもので、プレイヤー同士の対戦モードはない。
1ステージクリアするごとに「VICTORY SCORE」が加算される。また各ステージ間にボーナスゲームがあり、放たれる矢を上段、中段、下段のボタンを使い分けて避ける。
なお、卑怯な勝ち方（実際には特定のパターン）をすると、観客がゲームに関係のないものを投げてくる。

## ステージ構成
フェンシング
1試合5ポイント先取で勝ちとなる。3人勝ち抜けばクリア。対戦相手はアッペルス、レドン、ファンティンの3人。
剣道
1試合2本先取すれば勝ちとなる。5人勝ち抜けばクリア。対戦相手は先鋒、次鋒、中堅、副将、大将の5人。
ローマ
1本勝負のため、ミスが許されない。7人勝ち抜けばクリア。対戦相手はマーズ、ヘルメス、アポロ、ヘリオス、オリオン、ウラニス、ゼウスの7人。

## 移植
- 2007年3月29日発売のPlayStation 2ソフト『タイトーメモリーズII 下巻』に収録。
- タイトーが発売した復刻系ゲーム機『イーグレットツー ミニ』用の追加SDカード「アーケードメモリーズVol.1」（2022年12月22日発売）にも収録されている。

## 関連作品
- 黄金の城 - 「グレートソードマン」のシステムを生かしたアーケードゲーム。開発も本作と同じセタが担当。
- 六三四の剣 ただいま修行中 - 漫画『六三四の剣』を題材にしたファミリーコンピュータ用ゲーム。タイトーの営業担当だった中村栄が、『六三四の剣』ゲーム化決定の際に本作の要素（剣術・決闘など）を思い出し、それをキャラものにアレンジしようとした逸話がある[1]。